# NGC 3224
NGC 3224 este o galaxie eliptică situată în constelația Mașina Pneumatică. A fost descoperită în 18 aprilie 1835 de către John Herschel. Se află la o distanță de 41,74 de megaparseci de Pământ.